# Melhores do Ano de 1997
O Melhores do Ano de 1997 seria a terceira edição dos Melhores do Ano, prêmio entregue pela emissora de televisão brasileira Rede Globo aos melhores artistas e produções emissora. Porém, a premiação não foi realizada.
A premiação só foi realizada novamente no ano seguinte.